# Titan Desert
 (janvier 2018).
 (janvier 2018).
Si vous disposez d'ouvrages ou d'articles de référence ou si vous connaissez des sites web de qualité traitant du thème abordé ici, merci de compléter l'article en donnant les références utiles à sa vérifiabilité et en les liant à la section « Notes et références ».
La Garmin Titan Desert est une course de VTT par étapes qui se déroule au Maroc.  

## Modalités
La course est organisée chaque première semaine du mois de mai, durant six jours.  
Le parcours suit généralement un itinéraire entre l'Atlas et les zones désertiques du centre du Maroc.  
À la fin de chaque étape, les participants se retrouvent dans un bivouac d’environ 1000 personnes pour se restaurer, se reposer et recevoir assistance mécanique et soins physiothérapeutiques. 

## Description
Fondée en 2006 par RPM-MKTG (semi-marathon et marathon de Barcelone), cette course est une épreuve d’orientation et de résistance en VTT. La première édition a lieu en 2006. En 2017, la RPM-MKTG s'associe à l'association d'Amaury Sport Organisation (ASO) pour en faire une compétition internationale. Elle devient incontournable pour les amateurs de cyclisme et de VTT.
La course se déroule en six étapes, sur distance moyenne d’environ 110 km par étape. C'est une moyenne, une étape peut être de 80 km et d’autres atteindre 140 km). Le parcours est fléché, à l’exception de l’étape de navigation. L’utilisation du GPS, le passage par tous les CP (contrôles de passage) et EH (stations d’hydratations) sont obligatoires.
Au cours de l’étape marathon, les participants ne bénéficient d’aucune aide extérieure sur le bivouac ni d’assistance mécanique. Ils doivent emporter tout ce dont ils ont besoin pour passer la nuit sur le bivouac. Les tentes ne sont pas équipées de matelas, de draps ou de couvertures et il n’y a pas d’accès aux bagages personnels.

### Éditions

#### 2006
L’édition de 2006 se tient sur quatre jours et plus de 350 km. 143 cyclistes étaient au départ de Maadid. Elle se termine à Erfoud. Chez les hommes, le vainqueur est l’Espagnol Pedro Vernis de Prats, chez les femmes, l'Espagnole Amparo Ausina.

#### 2007
L’édition 2007 passe à cinq étapes. Y participe d’anciens coureurs professionnels tels qu’Abraham Olano, Peio Ruiz Cabestany ou encore Melchor Mauri parmi les 300 concurrents. Les conditions climatiques difficiles ont obligé l’organisation de la course à modifier le parcours : d'une longueur de 450 km au début, elle est ramenée à moins de 400 km. Vainqueur absolu : Melchor Mauri / Chez les femmes : Isabel Gandía Martínez

#### 2008
L’année 2008 voit l’arrivée d’autres grands noms du cyclisme comme Laurent Jalabert, Roberto Heras ou encore Claudio Chiappucci. Le champion espagnol Roberto Heras remporte l’épreuve et son maillot rouge pour la première fois. Chez les femmes, Nuria Lauco Martinez l'emporte.

#### 2009
La quatrième édition de la Titan Desert by Garmin se déroule sur plus de 500 km. Les vainqueurs sont Israel Nuñez au général et Ariadna Tudel chez les femmes.

#### 2010
Disputée du 3 au 7 mai entre les localités de Erfoud et Ouarzazate, la course, longue de 480 km, est marquée par deux étapes de montagne. Sur 328 participants (record absolu) 289 termineront l’épreuve. Les deux participants tchèques Ondrej Fojtik et Martin Horak dominent les deux premières étapes, puis Roberto Heras remporte la course pour la deuxième fois. Nuria Lauco gagne le classement féminin. 

#### 2011
Près de 500 participants pour la sixième édition de la Titan Desert by Garmin au départ d’Erfoud sous 35 °C. La première étape arrive à Boudnip, longue de 87 km. La chaleur et le vent voient l’Espagnol Roberto Heras et son compagnon portugais Luis Leao Pinto s’échapper, passer avec 8 minutes d’avance sur leurs poursuivants au second checkpoint. Plus fort que Pinto, Heras dispute les 20 derniers kilomètres seul en tête et s’impose avec 56 secondes d’avance sur Milton Ramos. Durant les quatre jours suivant, Heras et Ramos jouent au chat et à la souris. L’ultime étape est disputée en Espagne, de la province d’Alméria à Grenade. Cette étape est marquée par un dénivelé positif de 2000m cumulés sur 110 km. Elle permet à Roberto Heras de remporter la course pour la troisième fois. Chez les femmes, Celina Santos s’impose devant Rebecca Rusch.

#### 2012
Quatrième victoire de Roberto Heras (à 38 ans ) après celles de 2008, 2010 et 2011. Il s’impose avec plus de 9 minutes d’avance sur le Portugais Luis Leao Pinto. Dans la catégorie féminine, l’Américaine Rebecca Rusch remporte l’épreuve après sa deuxième place de 2011. 
La dernière étape, longue de 103 km et ralliant Mcissi à Maadid, est animée par de nombreuses attaques.  Pinto s’imposer sur la ligne d’arrivée. Roberto Heras, qui a su gérer son effort afin de conserver son avance, déclare à l’arrivée : « Je suis très heureux et fier de remporter ma quatrième victoire sur cette course qui se révèle chaque année plus difficile. Nous n’avons eu aucun repos et toutes les étapes comportaient leur lot de difficultés. Grâce à mon équipe j’ai pu remporter cette nouvelle victoire. Je me sens vraiment bien sur cette épreuve, mentalement je suis très fort et ici c’est probablement ce qui compte le plus »[réf. nécessaire].  
Luis Leao Pinto déclare : « Je suis content d’avoir pu concourir pour la victoire. J’ai eu un grand rival en face de moi et nous savons tous que Roberto est un compétiteur exceptionnel, et un grand ami. Je me réjouis de sa victoire. »[réf. nécessaire]

#### 2013
La huitième édition de la Titan Desert by Garmin verra le triomphe de Luis Leao Pinto (Bicis Esteve). Milton Ramos (Líder-Unical) et Ondrej Fojtik (X-SportsCannondale) complèteront le podium.
Les « titans » ont rallié l’arrivée finale à Maadid après une étape de 60 km remportée par le tchèque Fojtik. Sur la ligne, Pinto n’a pu contenir ses émotions après une semaine éprouvante : il a dû affronter aussi bien les conditions climatiques que les attaques de ses nombreux adversaires. Sa victoire s’est construite principalement durant la première étape : il a su placer une attaque qui laissera ses concurrents à plus de 8 minutes. Milton Ramos, son principal rival, terminera la Titan Desert by Garmin à un peu plus de 2 minutes au général.
« Pour moi, gagner la Titan Desert est très important, c’était un véritable objectif dans ma carrière », dira Pinto[réf. nécessaire]. Il se dit déçu pour son ami Roberto Heras qui s’est fracturé la clavicule au cours de l’épreuve alors qu’il concourrait pour une cinquième victoire absolue.

#### 2014
L’édition 2014 de la Titan Desert by Garmin a été remportée par Ondrej Fojtik (X-SportsCannondale) après ses podiums de 2010 et 2013. Il a dû faire de nombreux efforts au long des 700 km de course. Cette édition, la plus longue courue jusque-là, a vu 425 coureurs partir de Midelt, affronter la haute montagne du centre du Maroc, passer par la zone désertique de Erfoud pour finalement arriver à Maadid. Chez les femmes, l’Espagnole Claudia Garcia remporte le classement final.

#### 2015
La dixième édition de la Titan Desert by Garmin a battu tous les records de participation avec 603 inscrits. Elle a été remportée par le coureur colombien Diego Tamayo (Zarabici-Trek), plus régulier que ses concurrents au cours des six étapes. Il est devant les espagnols Ibon Zugasti (Probike) et Enrique Morcillo (Scott Team). Dans l’épreuve de navigation, Tamayo a fait la différence et a devancé José Silva au classement général.
C’est en 2015 que l’étape de navigation, ou étape Garmin, a vu le jour et s’est imposée comme l’un des temps forts de la Titan Desert by Garmin. Sans indication autre que leur GPS, les coureurs doivent tracer leur route dans le désert marocain.
De grands champions sont présents : Óscar Pereiro, vainqueur du Tour de France 2006, l’ex capitaine de l’Atlético de Madrid Roberto Solozábal, l’ex capitaine de la sélection espagnole de basket féminin Elisa Aguilar ou encore, l’ancien basketteur Iñaki de Miguel.

#### 2016
Du 26 au 30 avril, la course a traversé pour la première fois la province d’Ifrane où se sont déroulées deux étapes de montagne au cœur d’un paysage quasi alpin. Le vainqueur final, Josep Betalú, termine la course devant le basque Julen Zubero et le portugais José Silva. Chez les femmes, c’est Ramona Gabriel qui s’est imposée, pour la première fois. 

#### 2017
La douzième édition est marquée par une bataille entre Josep Betalú et le jeune Roberto Bou au coeur de paysages spectaculaires. Betalú s’est imposé avec la plus faible marge de l’histoire de l’épreuve, 35 secondes d’avance au classement général final. Dans la catégorie féminine, Anna Ramírez remporte le Titan Desert by Garmin.

#### 2018
La treizième édition voit l’arrivée d’ASO dans l’organisation ; la course a eu lieu du 29 avril au 4 mai 2018. Josep Betalú a gagné en catégorie masculine, Ramona Gabriel en féminine. La course a rassemblé plus de 600 participants de 25 nationalités différentes.
2019
La quatorzième édition a eu lieu du 28 avril au 03 mai 2019. Josef Betalú a gagné en catégorie masculine, Anna Ramirez en féminine. La course a rassemblé plus de 650 participants et 594 ont fini la course.
2020
La quinzième édition a eu lieu du 19 au 24 avril 2020. Sergio Mantecon a gagné en catégorie masculine, Claudia Galicia en féminine. La course a rassemblé plus de 350 participants et 336 ont fini la course.
2021
La seizième édition a eu lieu du 23 au 28 mai 2021. Konny Looser a gagné en catégorie masculine, Ariadna Rodenas en féminine. La course a rassemblé environ 350 participants et 335 ont fini la course.
2022
La dix-septième édition a eu lieu du 8 au 13 mai 2022. Konny Looser a gagné en catégorie masculine, Anna Ramírez  en féminine. La course a rassemblé 411 participants et les 411 ont fini la course.

## Règlement
La Garmin Titan Desert est ouverte aux coureurs de plus de 16 ans. Les coureurs de moins de 18 ans doivent présenter une autorisation parentale ou du tuteur légal pour pouvoir participer. Chaque coureur doit obligatoirement être équipé d’un GPS. 
Les coureurs peuvent participer de très nombreuses et différentes façon : à titre individuel ; en Adventure : avec ce format les cyclistes ne peuvent recevoir aucun type d’assistance, qu’elle soit mécanique ou physio-thérapeutique ; par équipe, formée de trois coureurs qui participent à titre individuel et qui peuvent être de différentes catégories et sexes ; par équipe Duo Mixte, formée d’un coureur et d’une coureuse, et ne pouvant avoir plus d’une minute d’écart entre les deux coureurs à chaque checkpoint ; par équipe Corporate, formée de trois coureurs de la même entreprise, du même sexe ou non, et ne pouvant être séparés par plus de deux minutes d’écart entre le premier et le troisième coureur à chaque checkpoint ; par équipe Ambassador, formée de deux coureurs de la même commune, et ne pouvant être séparés de plus d'une minute entre les deux coureurs à chaque checkpoint ; et enfin, en Fat Bike, c'est-à-dire obligés de concourir avec des vélos de type Fat Bike. Les roues auront une jante de 26 et une largeur de pneu de 3.0" ou plus. 
Il existe sept catégories de participants : les Sub-23, nés dans les années 1995 à 2001 (16 à 22 ans), les Élite, nés dans les années 1978 à 1994 (23 à 39 ans), les Master 40, nés dans les années 1968 à 1977 (40 à 49 ans), les Master 50, nés dans les années 1958 à 1967 (50 à 59 ans), les Master 60, nés en 1957 ou avant (60 ans ou plus), les Femmes Élite, nées dans les années 1979 à 1996 (16 à 39 ans), les Femmes Master, nées en 1978 ou avant (40 ans ou plus) 

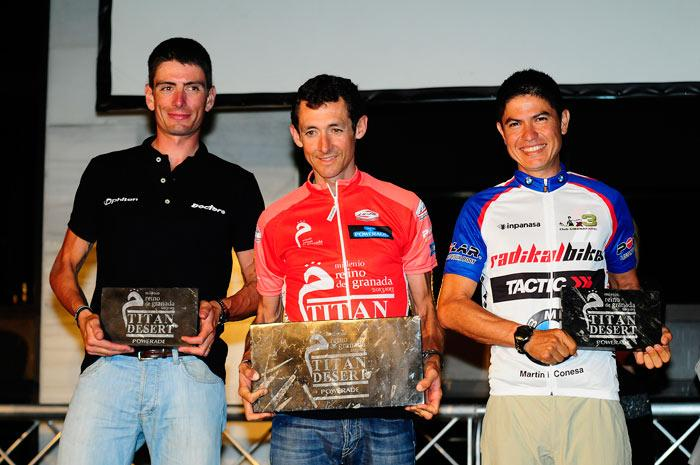
Roberto Heras remportant la course en 2011

## Maillot
Le leader du classement général reçoit un maillot rouge. Chaque catégorie possède son classement. 

## Parcours
Depuis sa création, la Titan Desert se déroule au cœur du désert marocain. L’itinéraire passe régulièrement par de nombreuses villes telles qu’Erg Chebbi, située aux pieds de la municipalité de Merzouga et d’Hassi-Labiad. Il s’agit là de l’unique erg du désert marocain. Long de 22km, ses dunes culminent jusqu’à 150 mètres de hauteur. 
Errachidia, anciennement Ksar es-Souk, est une ville militaire construite au XXe siècle qui a servi de base à la Légion étrangère française. Située dans la région de Meknès-Tafilafet, elle est la plus grande oasis du Sahara marocain autour de la rivière Ziz. Au sud, se trouve Erfoud, point de départ vers les dunes d’Erg Chebbi.
Sagrho voit également souvent passer les coureurs. Il s’agit d’une cordillère d’origine volcanique située à l’est de l’Anti-Atlas, une prolongation vers l’Est de la cordillère de l’Anti-Atlas, séparée par la vallée du Draa. Sa hauteur maximale à Jbel Amalú n’Mansur, est de 2 712 mètres. Le paysage, aride, de type lunaire avec des plateaux, des sommets et de vastes espaces de roche nue, forme de grandes pistes pour les amoureux du cyclisme et du tourisme d’aventure.
De Ouarzazate à Boumalne-Dadès s’étend la vallée du Dadès. Les gorges du Dadès ont pris le nom du fleuve qui les creuse ; elles commencent à 27 km au nord de la ville, capitale administrative de la région qui se trouve à presque 1 600 m d’altitude, à la limite du Haut Atlas. Des hauts plateaux le séparent du Jbel Saghro.
Sa hauteur, ainsi qu’un climat plus froid et humide, permet l’apparition d’une végétation différente de ce que connaissent les coureurs habituellement. 
Enfin, la ville de Rissani, située à l’Est du Maroc, dans la province d’Errachidia, et aux portes des Dunes d’Erg Chebbi, l’unique extension de désert du Sahara marocain d’une longueur de 22 kilomètres, et la province d’Ifrane, située à 1600 mètres d’altitude, constituent un parcours plus technique pour les coureurs de la Titan Desert by Garmin : beaucoup de dénivelés accumulés permettent de découvrir un Maroc spectaculaire pour les passionnés de vélo. 

## Palmarès
| Édition | Année | Vainqueur       | Deuxième          | Troisième           | Femmes            |
| ------- | ----- | --------------- | ----------------- | ------------------- | ----------------- |
| I       | 2006  | Pedro Vernis    | Josef Ajram       | Mauro Carné         | Amparo Ausina     |
| II      | 2007  | Melcior Mauri   | Miguel Ángel Sáez | Santi Prat          | Isabel Gandía     |
| III     | 2008  | Roberto Heras   | Joan Llordera     | José Raúl Hernández | Núria Lauco       |
| IV      | 2009  | Israel Núñez    | Ismael Ventura    | Melcior Mauri       | Ariadna Tudel     |
| V       | 2010  | Roberto Heras   | Ondrej Fojtik     | Marc Trayter        | Núria Lauco       |
| VI      | 2011  | Roberto Heras   | Milton Ramos      | Luís Leão Pinto     | Celina Carpintero |
| VII     | 2012  | Roberto Heras   | Luís Leão Pinto   | Tomáš Vrokrouhlik   | Rebecca Rusch     |
| VIII    | 2013  | Luís Leão Pinto | Milton Ramos      | Ondrej Fojtik       | Claudia Galicia   |
| IX      | 2014  | Ondrej Fojtik   | Milton Ramos      | Oscar Pujol         | Claudia Galicia   |
| X       | 2015  | Diego Tamayo    | Ibon Zugasti      | Enrique Morcillo    | Anna Ramírez      |
| XI      | 2016  | Josep Betalú    | Julen Zubero      | José Silva          | Ramona Gabriel    |
| XII     | 2017  | Josep Betalú    | Roberto Bou       | Ignacio Ariel Gili  | Anna Ramírez      |
| XIII    | 2018  | Josep Betalú    | Ramón Sagués      | Roberto Bou         | Ramona Gabriel    |

## Statistiques
Les recordmans de victoires sur la Garmin Titan Desert sont Roberto Heras Hernandez (2008, 2010, 2011 et 2012) et Josep Betalú (2016, 2017, 2018 et 2019) avec quatre victoires. 
Chez les femmes, c'est la coureuse Anna Ramirez la recordwomen a remporté l’épreuve en 2016, 2017, 2019 et 2022. 
La course a cette particularité : elle récompense les cyclistes ayant parcouru le plus grand nombre de kilomètres cumulés sur plusieurs éditions. Trois distinctions ont été mises en place dans ce domaine : le titre de Titan Legend, célébrant les coureurs qui ont dépassé les 3500 kilomètres ; le titre de Titan Legend Platinum, pour ceux ayant dépassé les 5000 kilomètres ; le titre de Titan Legend Diamond, pour ceux qui parviendront aux 10 000 kilomètres. À ce jour, aucun coureur n’est  parvenu à une telle distance.
Les trois coureurs ayant parcouru le plus de kilomètres sur la Titan Desert by Garmin à travers les différentes éditions sont Ramon Aranda Arques avec 7 043 kilomètres, Ramon Espelt Otero, 7 043 kilomètres (ils ont tous deux pris part à toutes les éditions depuis 2006) et Jose Raul Hernandez Silva avec 6 834 kilomètres.
Lors de l'édition 2019, Àlex Roca Campillo est la première personne atteinte de paralysie cérébrale à terminer le Titan Desert.